# Mukut Mithi
Mukut Mithi, född 1 januari 1952, är en indisk politiker som tidigare var chefsminister (Chief Minister) i delstaten Arunachal Pradesh.